# Fly by Night
Fly by Night  är det andra studioalbumet av Rush, släppt i februari 1975. Det är det första studioalbumet med Neil Peart på trummor. Det är även det första Rush-albumet som Terry Brown producerade. Rush blev med detta album mer progressiva.

## Låtlista
Alla låtar skrevs av Geddy Lee, Alex Lifeson och Neil Peart där det inte står något annat.
Sida ett
1. "Anthem" - 4:21
2. "Best I Can" (Geddy Lee) - 3:25
3. "Beneath, Between and Behind" (Alex Lifeson/Neil Peart) - 3:01
4. "By-Tor and the Snow Dog" - 8:37
  - I: At the Tobes of Hades
  - II: Across the Styx
  - III: Of the Battle
  - IV: Epilogue

Sida två
1. "Fly by Night" (Lee/Peart) - 3:21
2. "Making Memories" - 2:57
3. "Rivendell" (Lee/Peart) - 4:57
4. "In the End" (Lee/Lifeson) - 6:46

## Medverkande
- Alex Lifeson – elgitarr, akustisk gitarr
- Neil Peart – trummor
- Geddy Lee – elbas, klassisk gitarr, sång